# Predrag Spasić
Predrag Spasić (en serbe cyrillique : Предраг Спасић), né le 13 mai 1965 à Kragujevac (Yougoslavie, auj. Serbie), est un footballeur serbe, évoluant au poste de défenseur pour des équipes comme le Partizan Belgrade, le Real Madrid et l'Osasuna Pampelune. Il a aussi été sélectionné en équipe de Yougoslavie avec laquelle il a participé à la Coupe du monde 1990.
Spasić a marqué un but lors de ses trente-et-une sélections avec l'équipe de Yougoslavie entre 1988 et 1991. 

## Carrière
- 1984-1988 : FK Radnički Kragujevac
- 1988-1990 : FK Partizan Belgrade
- 1990-1991 : Real Madrid
- 1991-1994 : Osasuna Pampelune
- 1994-1995 : CA Marbella
- 1995-1996 : FK Radnički Beograd

## Palmarès

### En équipe nationale
- 31 sélections et 1 but avec l'équipe de Yougoslavie entre 1988 et 1991.

### Avec le Partizan de Belgrade
- Vainqueur de la Coupe de Yougoslavie en 1989.